# Tatsuya Ishihara
Pour les articles homonymes, voir Ishihara.
Tatsuya Ishihara (石原 立也, Ishihara Tatsuya) est un animateur et réalisateur de séries et films d'animation japonaise né le 31 juillet 1966 à Maizuru au Japon. Travaillant pour le studio Kyoto Animation, il a entre autres réalisé les séries d'animation Clannad, La Mélancolie de Haruhi Suzumiya et Sound! Euphonium.

## Filmographie

### Réalisation
- 1996 : Kimagure Orange Road (film)
- 2005 : Air (TV)
- 2006 : Kanon (TV)
- 2006 : La Mélancolie de Haruhi Suzumiya (saison 1) (TV)
- 2007 : Clannad (TV)
- 2008 : Clannad After Story (TV)
- 2009 : La Mélancolie de Haruhi Suzumiya (saison 2) (TV)
- 2010 : La Disparition de Haruhi Suzumiya (film)
- 2011 : Nichijō (TV)
- 2012 : Love, Chunibyo and Other Delusions! (TV)
- 2014 : Love, Chunibyo and Other Delusions! 2 (TV)
- 2015 : Sound! Euphonium (TV)
- 2016 : Myriad Colors Phantom World (無彩限のファントム・ワールド, Musaigen no Fantomu Wārudo?) (TV)
- 2016 : Sound! Euphonium the Movie: Welcome to the Kitauji High School Concert Band (film)
- 2016 : Sound! Euphonium 2 (TV)
- 2017 : Sound! Euphonium the Movie: May the Melody Reach You! (film)
- 2018 : Love, Chunibyo & Other Delusions! Take on Me (film)
- 2019 : Sound! Euphonium the Movie: Oath's Finale (film)
- 2021 : Miss Kobayashi's Dragon Maid S (TV)